# Theresia Haiger
Theresia Haiger (* 11. November 1969 in Wien) ist eine österreichische Sängerin, Schauspielerin und Kabarettistin.

## Leben
Haiger erhielt am Konservatorium der Stadt Wien eine Ausbildung in den Fächern Musical, Chanson und Operette. Von 1996 bis 2004 war sie Ensemblemitglied im Wiener Kabarett Simpl, seit 2009 ist sie Mitglied der Kabarettgruppe Heilbutt & Rosen. Einem breiteren Publikum bekannt wurde sie durch Fernsehproduktionen wie Peter-Alexander-Show, Dorfers Donnerstalk und Die Lottosieger. Als Musikerin ist sie zumeist mit Chanson-Programmen unterwegs.

## Filmografie (Auswahl)
- 2022: Schächten